# Wensley Pithey
Wensley Pithey, född 20 januari 1914 i Kapstaden, Västra Kapprovinsen, död 10 november 1993 i London, Storbritannien, var en sydafrikansk skådespelare.

## Rollista i urval
- 1953 – Blixten från Titfield
- 1957 – Doktorn är lös
- 1960 – The Pure Hell of St Trinian's
- 1963 – Helgonet (TV-serie)
- 1964 – Sykes and a... (TV-serie)
- 1965 – Greppet
- 1968 – Oliver!
- 1972–1974 – Coronation Street (TV-serie)
- 1973 – Sykes (TV-serie)
- 1976 – En av våra dinosuarier saknas
- 1978 – Edward & Mrs. Simpson (TV-serie)
- 1979 – Helgonet återvänder (TV-serie)
- 1983 – Röd monark